# Bandana

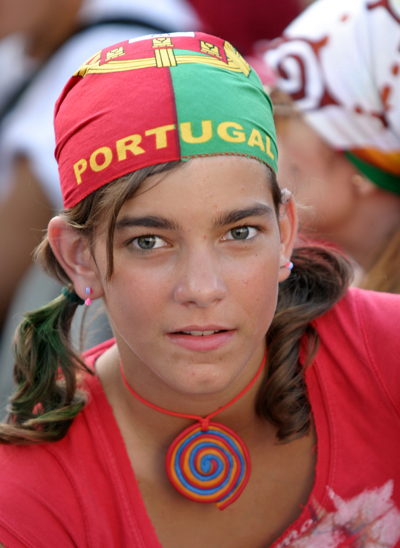
Ragazza che indossa una bandana

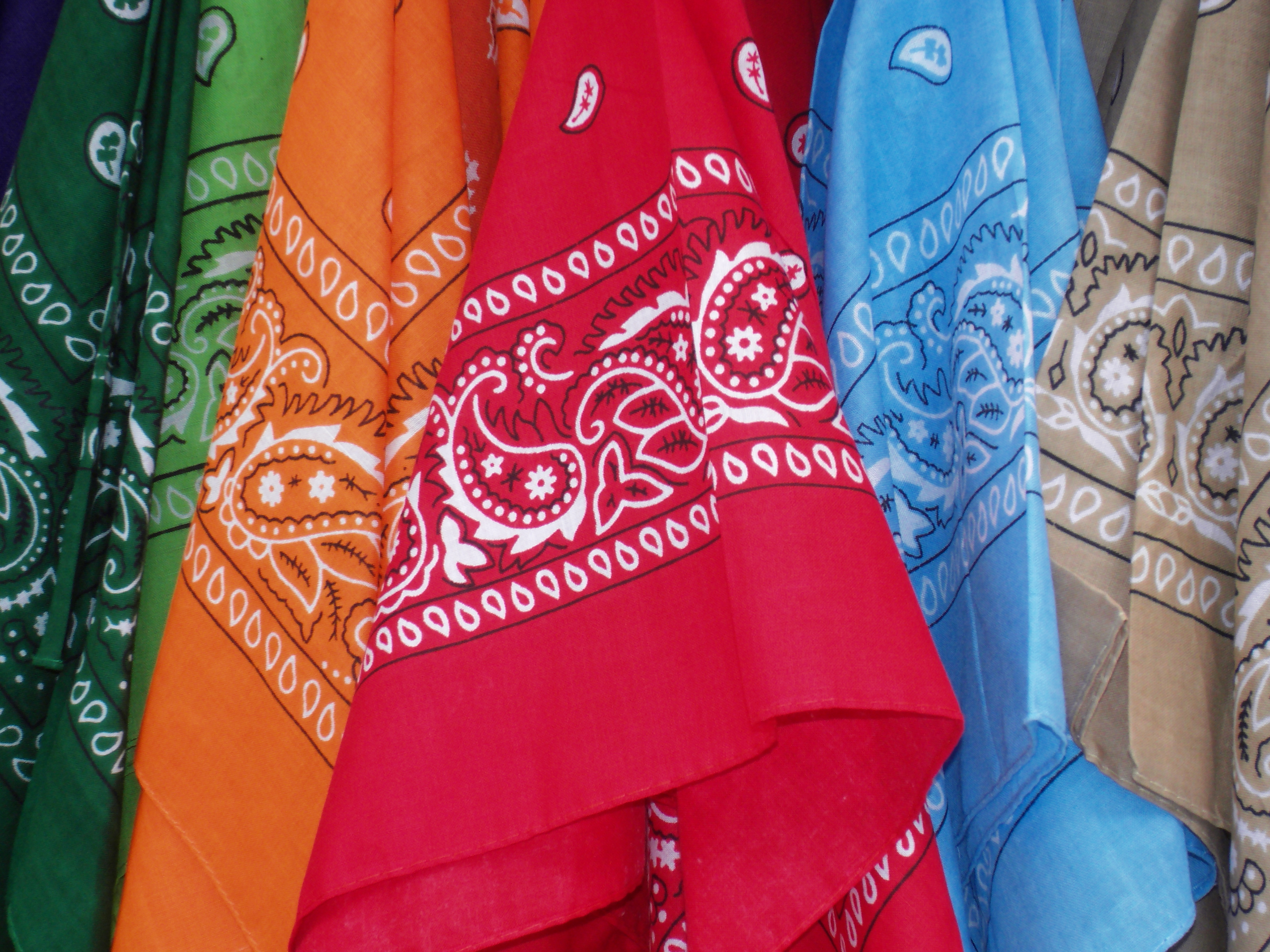
Alcune bandane

La bandana è un fazzoletto triangolare o quadrato da legare intorno alla testa, al viso o al collo per tenere i capelli all'indietro o tergere il sudore.

## Etimologia e storia
La parola "bandana" è un'anglicizzazione dell'hindi bāndhnū (lett. "legare"), che indica un sistema di tintura usato originariamente per produrle.
Le bandane nacquero in India ed erano pezzi di stoffa per proteggere i capelli dal sole e dalla polvere. Molte di queste avevano colori vivaci ed erano realizzate con tessuti bandhani, ovvero con piccolissime macchie bianche ottenute pizzicando la stoffa. Negli anni a venire, la bandana divenne un simbolo identitario. Nel suo motivo a paisley, venne esportata dapprima in Europa durante il Settecento e poi nel resto del mondo. A partire dagli inizi dell'Ottocento, acquisirono un certo prestigio le bandane rosse prodotte a Mulhouse, in Francia. Indossata nello stesso secolo da cowboy, fuorilegge e lavoratori, la bandana assunse in alcuni casi una valenza politica. Si dice che, durante la rivoluzione americana, George Washington volle omaggiare la moglie con un fazzoletto sul quale era presente un suo ritratto equestre.
Divennero parte dell'abbigliamento hippie dei motociclisti, e dei punk. Le bandane sono state parte del look di varie celebrità come la ballerina Cléo de Mérode, l'attrice e modella Brigitte Bardot, il tennista John McEnroe, il ciclista Marco Pantani, il rapper Tupac Shakur e il cantante Axl Rose.